# Григорьева, Елена Анатольевна
Григорьева Елена Анатольевна (род. 17 апреля 1966, город Таганрог, СССР) — российский ученый-метеоролог, специалист в области биоклиматологии и медицинской климатологии, вице-президент Международного биометеорологического общества (2014—2023). Кандидат биологических наук, доцент.

## Биография
Е. А. Григорьева родилась 17 апреля 1966 года в г. Таганрог.

### Образование
В 1988 году с отличием окончила Ленинградский гидрометеорологический институт (сейчас РГГМУ) по специальности «Метеорология».
В 2003 году защитила в Дальневосточном государственном университете диссертацию на соискание ученой степени кандидата биологических наук по двум специальностям «Экология» и «Метеорология, климатология, агроклиматология» по теме «Эколого-климатические условия Еврейской автономной области и их влияние на здоровье населения».

### Научная карьера
- 1988—1995 — метеоролог-синоптик Авиационной метеорологической гражданской станции «Нелькан»
- 1995—2002 — младший научный сотрудник лаборатории региональной геоэкологии Института комплексного анализа региональных проблем ДВО РАН (ИКАРП ДВО РАН)
- 2002—2008 — научный сотрудник лаборатории региональной геологии ИКАРП ДВО РАН
- 2002—2013 — ученый секретарь ИКАРП ДВО РАН
- 2005—2011 — доцент кафедры экологии и биологии Дальневосточной государственной социально-гуманитарной академии
- с 2005 — доцент кафедры общенаучных дисциплин Биробиджанского филиала Дальневосточного аграрного университета
- с 2008 — доцент по кафедре экологии и природопользования
- 2008—2013 — старший научный сотрудник лаборатории региональной геоэкологии ИКАРП ДВО РАН
- 2011—2014 — советник исполнительного комитета Международного биометеорологического общества (International Society of Biometeorology) (от России)
- 2013—2023 — ведущий научный сотрудник лаборатории региональных социально-экономических систем ИКАРП ДВО РАН
- 2014—2023 — вице-президент Международного биометеорологического общества (International Society of Biometeorology), в 2017 и 2020 годах избиралась повторно[1]
- c 2017 — член Комитета женщин в науке и инженерии Ассоциации академий наук и научных сообществ в Азии (ААННСА)
- c 2023 — приглашенный лектор, ведущий научный сотрудник департамента климатической географии Географического института Берлинского университета имени Гумбольдта

Е. А. Григорьева выступала с научными и приглашенными докладами в США, Австралии, Новой Зеландии, Германии, Австрии, Швейцарии, Японии, Южной Корее, Греции, Киргизии, Китае и Турции. Член редколлегии журнала «Региональные проблемы», член редколлегии и редактор раздела по климату и здоровью Международного журнала биометеорологии (International Journal of Biometeorology, Springer), редактор тематического раздела научного журнала «Climate» (MDPI).

## Научная деятельность

### Научные работы
Автор более 150 научных работ, опубликованных в России и за рубежом. Наиболее значимые работы:
- Григорьева Е. А. Волны тепла на юге Дальнего Востока и здоровье человека // Здоровье населения и среда обитания. 2017. № 2.
- Grigorieva E. A., De Freitas C. R. Temporal dynamics of precipitation in an extreme mid-latitude monsoonal climate // Theoretical and Applied Climatology. 2014. Vol. 116. № 1-2.
- De Freitas C. R., Grigorieva E. A. A comprehensive catalogue and classification of human thermal climate indices // International Journal of Biometeorology. 2015. Vol. 59. № 1.
- Grigorieva E. A., Matzarakis A., De Freitas C. R. Analysis of growing degree-days as a climate impact indicator in a region with extreme annual air temperature amplitude // Climate Research. 2010. Vol. 42.
- Григорьева Е. А., Христофорова Н. К. Дискомфортность климата Еврейской автономной области // География и природные ресурсы. 2004. № 4.

### Научные общества
- Международное биометеорологическое общество (International Society of Biometeorology), действительный член с 2005 г.
- Русское географическое общество, действительный член с 2009 г.
- Европейский геофизический союз, действительный член с 2011 г.
- Ассоциация российских географов-обществоведов, Дальневосточное отделение, действительный член с 2012 г.
- Американское метеорологическое общество, действительный член с 2014 г.